# ویکتور ورژبیتسکی
ویکتور ورژبیتسکی (روسی: Виктор Александрович Вержбицкий؛ زادهٔ ۲۱ ژوئن ۱۹۵۹) بازیگر اهل روسیه است.
از فیلم‌ها یا برنامه‌های تلویزیونی که وی در آن نقش داشته است، می‌توان به سقوط امپراتوری،‌ گامبی ترکی، ۱۲ و صاعقه سیاه اشاره کرد.
وی همچنین برندهٔ جوایزی همچون هنرمند مردمی روسیه شده است.